# اوبرژ (واروارین)
اوبرژ (به صربی: Obrež) یک منطقهٔ مسکونی در صربستان است که در ورورین واقع شده‌است. اوبرژ ۳٬۸۷۹ نفر جمعیت دارد و ۱۲۸ متر بالاتر از سطح دریا واقع شده‌است.